# 日本中国料理協会
公益社団法人日本中国料理協会（にほんちゅうごくりょうりきょうかい、英文名称The Japan Association of Chinese Cuisine）は、日本における中国料理の調理師及びサービス従事者による公益法人。

## 概要
- 所在地 - 〒103-0012 東京都中央区日本橋堀留町二丁目8番5号
- 会長 - 脇屋友詞
- 設立 - 1977年11月22日

1977年11月22日にスタートした全日本中国料理調理士協会は1年足らずで休眠状態となった。
その後団体再建を図り、1982年7月3日付で社団法人日本中国料理調理士会（現在の日本中国料理協会）と名称を変更し、発足総会が開かれた。この時点を運営の事実上の出発点と定めている。

## 事業内容
- 中国料理に関する調査研究
- 中国料理の調理に従事するものに対する指導・講習、相互扶助
- 食育事業を通じた、一般家庭や学校への中国料理の普及活動
- 中国料理調理師の養成を通じた保護観察青少年の就労支援
- 中国料理の加工技術を通じた、クラゲなどの可食資源の研究
- 40歳未満の青年調理士を対象とした、2年ごとの中国料理の全国コンクールの開催
- 世界の調理関係団体との交流

## 沿革
- 1977年（昭和52年）11月22日 - 労働大臣の認可を受け、社団法人全日本中国料理調理士協会発足
- 1982年（昭和57年）7月3日 - 社団法人日本中国料理調理士会に名称変更。初代会長は大城宏喜（当時東京海洋会館料理長）[1]。
- 1987年（昭和62年）9月 - 5周年記念事業「大中国料理フェア」開催。また、同年より日本船舶振興会の助成を受け、医食同源の調査研究事業開始。
- 1988年（昭和63年）1月 - 機関誌「中国料理専科圓卓」の定期刊行を開始。
- 2000年（平成12年）10月1日 - 社団法人日本中国料理協会に名称変更。
- 2009年5月 - 会長が伊東学明から梁樹能に交代。
- 2011年5月 - 東建一（陳建一）が第5代会長に就任。梁樹能が名誉会長・理事に就任[2]。
- 2013年4月 - 内閣府から公益社団法人の認可を受ける[1]。